# منظمة التجديد الطلابي
اوريما أو منظمة التجديد الطلابي (بالفرنسية: l'organisation du renouveau estudiantin)‏ (اختصار: Orema) هي جمعية مغربية قانونية ومستقلة تشتغل في الوسط الجامعي، تأسست يوم 08 مارس سنة 2003 بجامعة مولاي إسماعيل بمكناس، تهتم بشؤون الشباب الجامعي وسبل تأهيلهم للقيام برسالتهم في المجتمع عبر الإشعاع الفكري والتأطير الثقافي، ودعم التكوين والبحث العلمي والنضال المدني لصالح قضايا الطلاب والجامعة والتنشئة السياسية والتأهيل على قضايا الشأن العام، تتكون من واحد وعشرين فرعاً في مختلف الجامعات المغربية.

## قائمة فروع المنظمة
| الفرع                    | الجامعة                     |
| ------------------------ | --------------------------- |
| سطات                     | جامعة الحسن الأول           |
| القنيطرة                 | جامعة ابن طفيل              |
| تطوان                    | جامعة عبد المالك السعدي     |
| الرباط                   | جامعة محمد الخامس           |
| مكناس                    | جامعة مولاي إسماعيل         |
| طنجة                     | جامعة عبد المالك السعدي     |
| مراكش                    | جامعة القاضي عياض           |
| فاس                      | جامعة سيدي محمد بن عبد الله |
| الدار البيضاء            | جامعة الحسن الثاني          |
| وجدة                     | جامعة محمد الأول            |
| اكادير                   | جامعة ابن زهر               |
| الرشيدية                 | جامعة مولاي اسماعيل         |
| بني ملال                 | جامعة السلطان مولاي سليمان  |
| آسفي                     | جامعة القاضي عياض           |
| الجديدة                  | جامعة شعيب الدكالي          |
| المحمدية                 | جامعة الحسن الثاني          |
| القطب الجامعي - أيت ملول | جامعة ابن زهر               |
| خريبكة                   | جامعة السلطان مولاي سليمان  |
| الناظور                  | جامعة محمد الأول            |

## الأنشطة الوطنية للمنظمة

### المنتدى الوطني للإبداع والحوار الطلابي
يشارك فيه مجموعة من العلماء والمفكرين والباحثين والمثقفين، ضيوف من داخل المغرب، وخارجه ويتخلله حلقات ومهرجانات وأروقة وأمسيات ومسابقات ومناظرات يجمع اكبر قدر من الطلبة من مختلف الجامعات المغربية، نظمت الدورة الثالثة والعشرين للمنتدى الوطني للحوار والإبداع الطلابي بجامعة السلطان مولاي سليمان ببني ملال .

### أكاديمية أطر الغد
تعتبر أكاديمية أطر الغد أول أكاديمية بالمغرب تفتح فضاء للتواصل والتكوين للنخبة من طلبة وخريجي المعاهد العليا وكليات الطب والهندسة. تهدف لخلق لفضاء للنقاش خاص بالأطر والكفاءات المستقبلية في مسار التغيير والإصلاح والتنمية، وتعمل على تخريج إطار معتز بهويته، يهتم لوطنه، متسلح بالعلم والكفاءة، بدأت فكرة أكاديمية أطر الغد بتنظيم مخيمات صيفية، كتتويج لمجموعة من الأنشطة التي تنظم على امتداد السنة، في مختلف المدارس والمعاهد العليا وكليات الطب والهندسة. الفكرة نضجت فيما بعد، لتصبح في شكل أكاديمية صيفية تفتح أبوابها لطلبة وخريجي المدارس والمعاهد العليا داخل المغرب وخارجه. ثابت على الالتزام والأمانة وقوة الإرادة من أجل تحقيق النهضة للوطن والأمة، ويتكون برنامج برنامج الأكاديمية من شق مهاراتي، يهم بالأساس تمكين المشاركين من مجموعة من المهارات، حتى يسهل عليهم التعبير عن رؤاهم وطروحاتهم والدفاع عنها. ويتم ذلك من خلال برمجة مجموعة من المسابقات: مسابقة المناظرة، ومسابقة الإلقاء، ومسابقة المشاريع، واللعبة السياسية.. ثم من خلال مجموعة من التدريب، التي تروم تمكين المشاركين من مهارات حياتية في التعامل مع مختلف وضعيات المشاكل التي من قد تواجههم خلا مشوارهم الدراسي أو المهني، يحمل المشاركون الذين تخرجوا من الأكاديمية لقب السفراء، ويبلغ عددهم  منذ انطلاقة الأكاديمية حوالي1000 سفير وإطار مستقبلي. يتوزع هؤلاء السفراء على مدارس وتخصصات مختلفة ومتنوعة: المدرسة الحسنية للأشغال العمومية، المدرسة المحمدية للمهندسين، المدارس الوطنية للتجارة والتسيير، المدارس الوطنية للعلوم التطبيقية، المعهد العالي للتجارة وإدارة المقاولات، المعهد الوطني للبريد والموصلات، المعهد العالي للإعلام والاتصال، معهد الحسن الثاني للزراعة والبيطرة، المدرسة الوطنية العليا للفنون والمهن، المدارس الوطنية للهندسة المعمارية، المدرسة العليا لصناعة النسيج والألبسة،IIHEM (International Institute For Higher Education In Morocco)، الجامعة الدولية بالرباط والدار البيضاء، كليات العلوم والتقنيات، كليات العلوم، كليات العلوم الاقتصادية، كليات الطب والصيدلة.

## رؤية المنظمة وأهدافها
تقوم رؤية المنظمة على السعي إلى المساهمة في التجديد الشامل للعمل الطلابي بالجامعة المغربية، والحث على قيم طلب العلم والاجتهاد في تحصيله، وتأكيد قيم الحوار والاختلاف والوسطية والمواطنة، ونبذ العنف والغلو والتطرف، ودعم جهود التنمية والنهضة بالمغرب. حيث ترتكز اهداف المنظمة في تأهيل طالب رسالي مجتهد ومسؤول ومعتز بدينه ومستوعب لدوره في الحياة وبناء جامعة وطنية فاعلة في المجتمع ونهضة الأمة، بالإضافة إلى إنتاج بحث علمي مساهم في الإقلاع الحضاري، وإرساء فضاء للحرية والحوار والانفتاح على الآخر. كما تتحدد هوية المنظمة بموقفها المنحاز لصالح المشروع الإصلاحي الرسالي بالمغرب، والمنفتح على عموم الشرائح الطلابية والشبابية. كما تتمثل رسالة المنظمة في تجسيد مقتضيات القيام بمطالب المعرفة والدعوة والإصلاح في الوسط الجامعي والطلابي خاصة والشبابي عامة، وهي مطالب تنسجم ومقتضيات بعث الله سبحانه وتعالى للأنبياء والمصلحين، كما يدل على ذلك قول الله عز وجل «هو الذي بعث في الأميين رسولا منهم يتلوا عليهم آياته ويزكيهم ويعلمهم الكتاب والحكمة» (2) سورة الجمعة والذي يؤكد على مطلب المعرفة كجزء من رسالة الرسول صلى الله عليه وسلم، ثم مطلب الدعوة الذي حض الله سبحانه وتعالى عليه «وَمَنْ أَحْسَنُ قَوْلًا مِّمَّن دَعَا إِلَى اللَّهِ وَعَمِلَ صَالِحًا وَقَالَ إِنَّنِي مِنَ الْمُسْلِمِينَ (33) سورة فصلت، وذلك مع التوجه للإصلاح الشامل للنفس والمجتمع» إِنْ أُرِيدُ إِلاَّ الإِصْلاَحَ مَا اسْتَطَعْتُ وَمَا تَوْفِيقِي إِلاَّ بِاللّهِ عَلَيْهِ تَوَكَّلْتُ وَإِلَيْهِ أُنِيبُ (88) سورة هود، والذي هو شرط النجاة والحفظ «وَمَا كَانَ رَبُّكَ لِيُهْلِكَ الْقُرَى بِظُلْمٍ وَأَهْلُهَا مُصْلِحُونَ» (117) سورة هود.

## تاريخها
تشكل هذه الجمعية استمرارا لمسيرة من العمل الطلابي انطلقت منذ نهاية السبعينيات في صيغة تربوية وتبلورت في التسعينيات من خلال الإعلان عن الفصائل الإسلامية العاملة في إطار الاتحاد الوطني لطلبة المغرب، والتي توجت في التجربة الوحدوية التي أدمجت كل من الطلبة التجديديون والفعاليات الطلابية ضمن فصيل طلبة الوحدة والتواصل في أكتوبر 1996، وتطورت في بداية هذا العقد لتفرز ميلاد منظمة التجديد الطلابي في مارس 2003 وهي منظمة مدنية شبابية مغربية مستقلة تعمل أساسا في الوسط الطلابي.